# Henri Delbreil

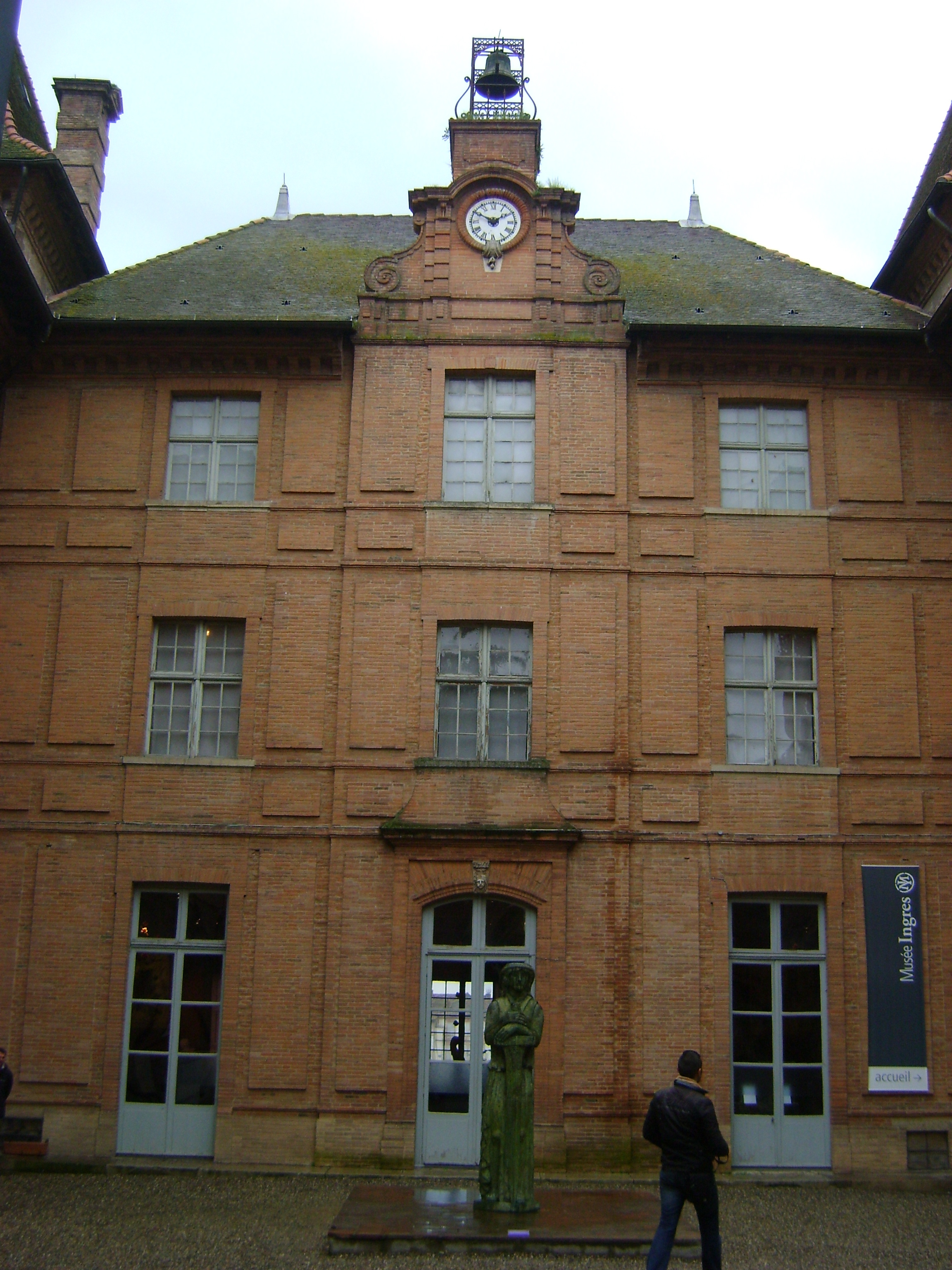
Tot 1908 was het stadhuis van Montauban gevestigd in het voormalig bisschoppelijk paleis, waar sindsdien het Musée Ingres Bourdelle is ondergebracht.

Henri Anastase Marie Delbreil (ook gespeld d'Elbreil, Montauban, 18 januari 1841 - 1 maart 1920) was een Frans advocaat en een politicus tijdens de Derde Franse Republiek.
Delbreil was een zoon van magistraat en politicus Isidore Delbreil (1807-1883) en was van beroep advocaat. Voor 1870 vocht hij als pauselijke zoeaaf voor de Pauselijke Staat.
Hij werd op 26 maart 1882 verkozen in de Franse Senaat namens het departement Tarn-et-Garonne. Hij stond bekend als een conservatief en een monarchist. Ook had hij sympathie voor de boulangisten. Hij werd niet herkozen bij de verkiezingen van 4 januari 1891. Tussen 1894 en 1896 was hij burgemeester van Montauban zoals zijn vader eerder tussen 1874 en 1878. In die stad woonde hij in het Hôtel d'Elbreil (Rue des Carmes 28).